# Oltingue
Oltingue es una localidad y comuna francesa, situada en el departamento de Alto Rin, en la región de Alsacia. Administrativamente se encuentra en el Cantón de Ferrette y al sureste de la región histórica y natural de Sundgau.

## Demografía
| 651 | 657 | 719 | 728 | 711 | 765 |
| Para los censos de 1962 a 1999 la población legal corresponde a la población sin duplicidades (Fuente: INSEE [Consultar]) |     |     |     |     |     |

## Patrimonio y cultura
- Museo del Paysan d'Oltingue
- Iglesia de Saint Martin des Champs, del siglo XIV
- Iglesia de Saint Martin', de 1824
- Capilla de Saint-Brice